# جاوا تعبیه شده

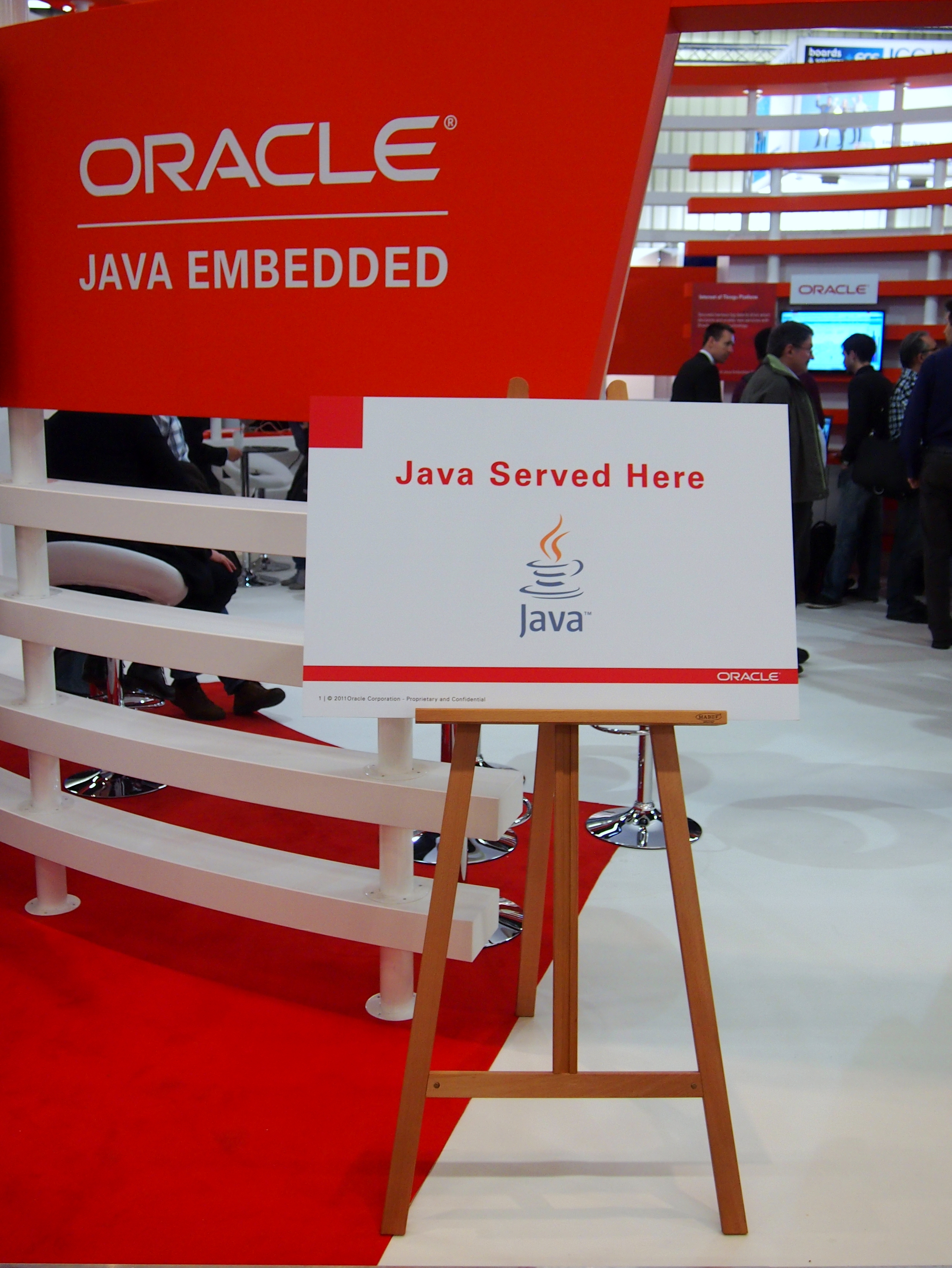
جاوا جاسازی شده در نمایشگاه جهانی جاسازی شده ۲۰۱۴ در نورنبرگ

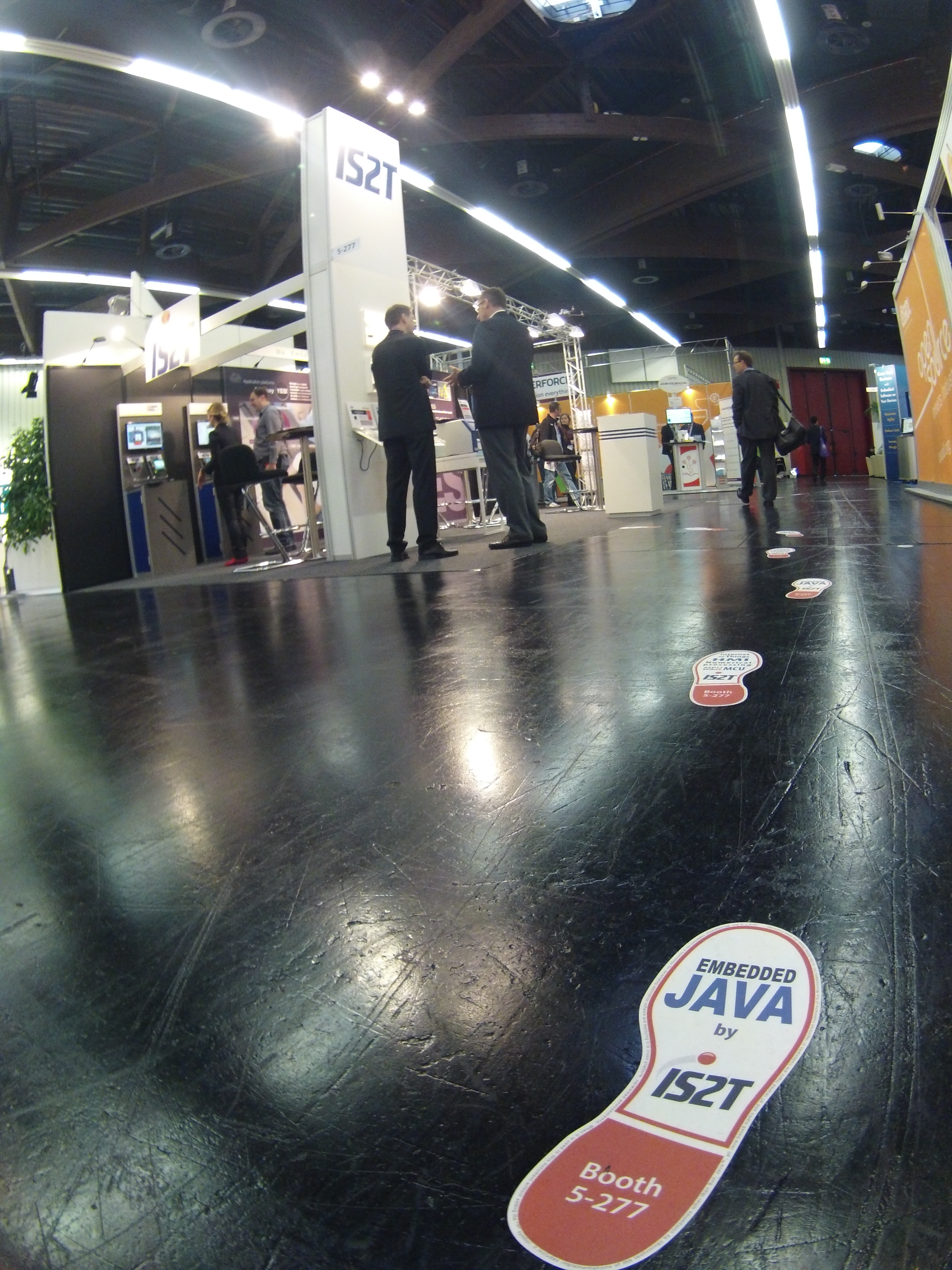
تظاهرات جاوا تعبیه شده IS2T در نمایشگاه جهانی جاسازی شده ۲۰۱۴ در نورنبرگ

جاوا توکار (Embedded Java) به نسخه‌های زبان برنامه جاوا اشاره دارد که برای سامانه‌های تعبیه‌شده یا سامانه‌های توکار طراحی می‌شوند. از سال ۲۰۱۰ اجرای جاوا به جاوا استاندارد نزدیک‌تر شده و در حال حاضر تقریباً شبیه نسخه استاندارد جاوا است. از آنجا که سفارشی‌سازی جاوا از زمان اجرای جاوا از طریق modularization (مدولار شدن) نیاز به پروفایل‌های جاوا متخصص را از بین می‌برد.

## تاریخچه
اگرچه در گذشته تفاوتهایی بین جاوا تعبیه شده و جاوا مبتنی بر رایانه وجود داشت، اما تنها تفاوت اکنون این است که کد جاوا تعبیه شده در این سیستمهای تعبیه شده عمدتاً در حافظه محدود مانند حافظه فلش وجود دارد. از سال ۲۰۱۰ یک همگرایی کامل اتفاق افتاده‌است و اکنون اجزای نرم‌افزاری جاوا که روی سیستم‌های بزرگ کار می‌کنند می‌توانند مستقیماً بدون هیچ گونه کامپایل مجددی در دستگاه‌های تولید انبوه (مانند مصرف‌کنندگان، صنایع، کالاهای سفید، مراقبت‌های بهداشتی، اندازه‌گیری، بازارهای هوشمند به‌طور کلی) اجرا شوند.

## هسته API جاوا جاسازی شده (Embedded Java) برای یک اکو سیستم یکپارچه جاوا

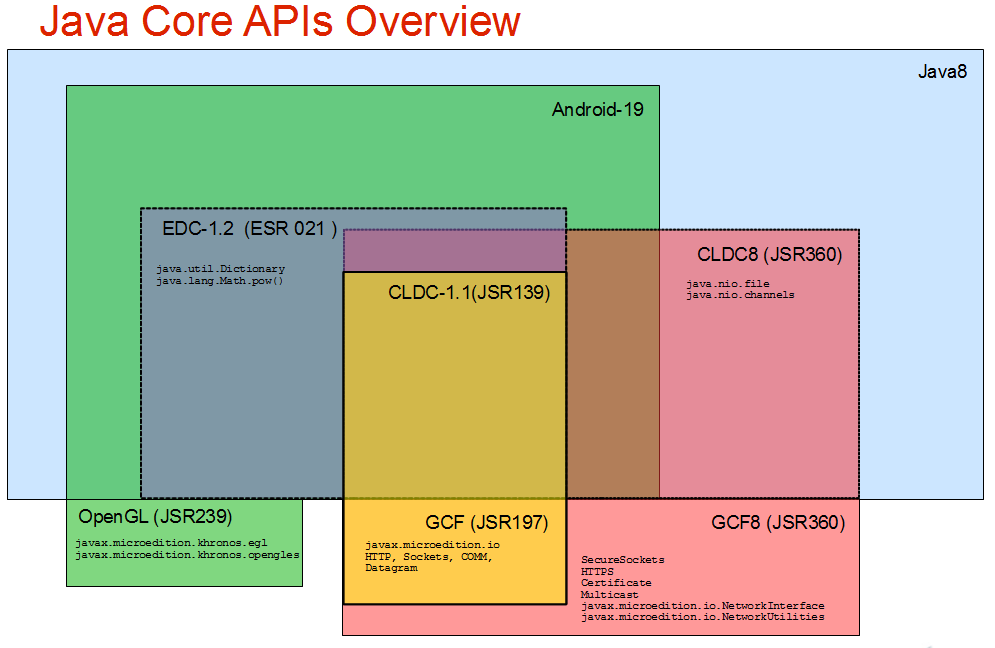
هسته اصلی API

به منظور اجرای یک جز نرم‌افزاری که بر روی هر سیستم جاوا اجرا شود، باید هسته اصلی API که توسط ارایه دهندگان مختلف سیستم جاوا تعبیه شده‌است را هدف قرار دهد. شرکت‌ها همان هشت بسته از برنامه‌های پیش از نوشته را به اشتراک می‌گذارند. بسته‌های (java.lang , java.io , java.util , … , …) CORE را تشکیل می‌دهند که به این معنی است که برنامه نویسان تعبیه شده با استفاده از زبان جاوا بتوانند از آن‌ها برای استفاده مؤثر از زبان جاوا استفاده کنند

## تمایزات قدیمی بین SE Embedded API و ME Embedded API از ORACLE
جاوا SE جاسازی شده مبتنی بر دسکتاپ جاوا پلت فرم، نسخه استاندارد است. این برنامه برای استفاده در سیستم‌هایی با حداقل ۳۲ مگابایت RAM طراحی شده‌است و می‌تواند روی معماری‌های Linux ARM، x86 یا Power ISA و Windows XP و Windows XP کار کند.
Java ME تعبیه شده قبلاً بر اساس زیر مجموعه پیکربندی دستگاه متصل Java Platform , Micro Edition بود. این برنامه برای استفاده در سیستم‌هایی با حداقل ۸ مگابایت رم طراحی شده‌است و می‌تواند روی معماری Linux ARM، PowerPC یا MIPS کار کند.